# 38e régiment d'infanterie coloniale
Pour les articles homonymes, voir 38e régiment d'infanterie.
Le 38e Régiment d'Infanterie Coloniale (38e RIC) est une unité colonial de réserve  de l'armée française, créé en août 1914 avec le dépôt du 8e régiment d'infanterie coloniale.

## Création et différentes dénominations
- 2 août 1914 : création du 38e régiment d'infanterie coloniale

## Colonels
- 2 août 1914- 10 septembre 1914 : lieutenant-colonel Adrien Valentin Wenceslas Dardignac (†)[Note 1].
- ?- 7 novembre 1918 : lieutenant-colonel Eloi Dominique Chevalier (†)[Note 2]

## Historique

### La Première Guerre mondiale
Affectation:
- 65e Division d'Infanterie d'août 1914 à juin 1915
- 16e Division d'Infanterie Coloniale de juin 1915 à novembre 1918

#### 1914
Le 38e régiment d'infanterie coloniale est formé à Toulon, le 2 août 1914, avec le dépôt du 8e régiment d'infanterie coloniale. Il se compose de 2 bataillons, d'une compagnie hors rang et d'une section de mitrailleuses par bataillon,.
- La retraite des IIIe et IVe Armées:
  - 1er septembre Beaumont-en-Verdunois et Flabas
- Bataille de la Marne:
  - 7 septembre : Amblaincourt
  - 8 septembre : Beauzée sur Aire
  - 10 septembre : Deuxnouds
- Bataille de la Woëvre et des Hauts-de-Meuse:
  - 26-27 septembre : Chauvoncourt
  - Douaumont, Bois des Caures
  - Côte Sainte-Marie, Cote 277, Ménonville

#### 1915
Régiment engagé aux côtés du 37e Régiment d'Infanterie Coloniale à partir de 1915
- Woëvre :
  - Avril à juillet : Bois-le-Prêtre
- 2e Bataille de Champagne
- De septembre à octobre : Trou Bricot : Main de Massiges

#### 1916
Bataille de la Somme
- 1er juillet : Frise
- 10 juillet - 21 août : Biaches, Barleux

Le 10 novembre 1916, le 5e bataillon du 36e régiment d'infanterie coloniale, passe au 38e régiment d'infanterie coloniale et devient 7e bataillon.

#### 1917
Armée d'Orient:
- 16 mars : Kir Kilissé
- 16 mai : Piton Rocheux

#### 1918
Serbie
- Juin : Skra Di Legen

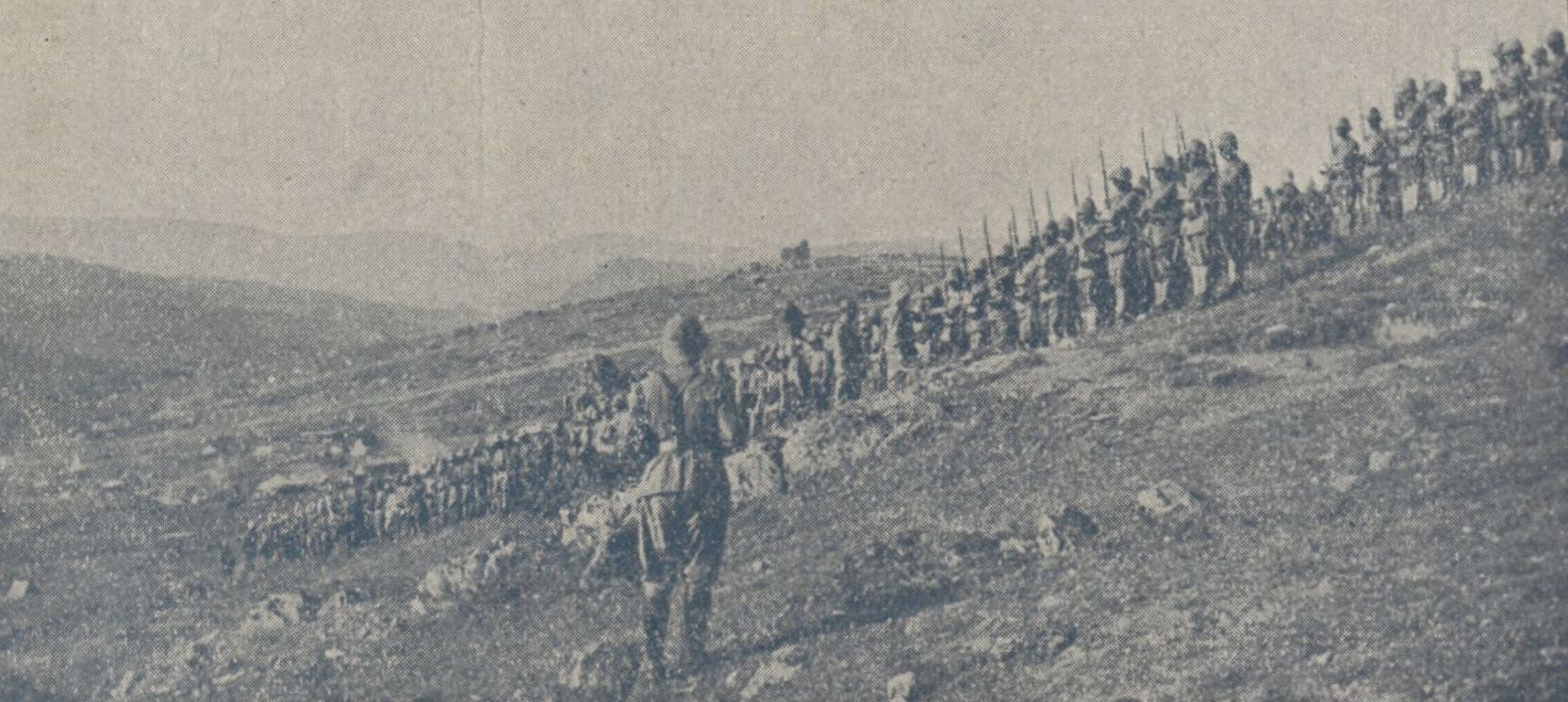
Éléments du 38e RIC dans la boucle de la Cerna en 1917 ou 1918

- 14 septembre : rive droite de la Cerna

Le 2 octobre 1918, le38e régiment d'infanterie coloniale reçoit l'ordre de regagner la vallée du Vardar à Hudovo. Le lieutenant-colonel Eloi Dominique Chevalier évacué avant l'offensive, malade décède le 7 novembre 1918.
Le 11 octobre 1918, le 38e régiment d'infanterie coloniale est dissous.

#### Drapeau du régiment
Il porte les inscriptions :
- LA SOMME 1916
- MONASTIR 1917